# 13 Eskadra Lotnictwa Łącznikowego

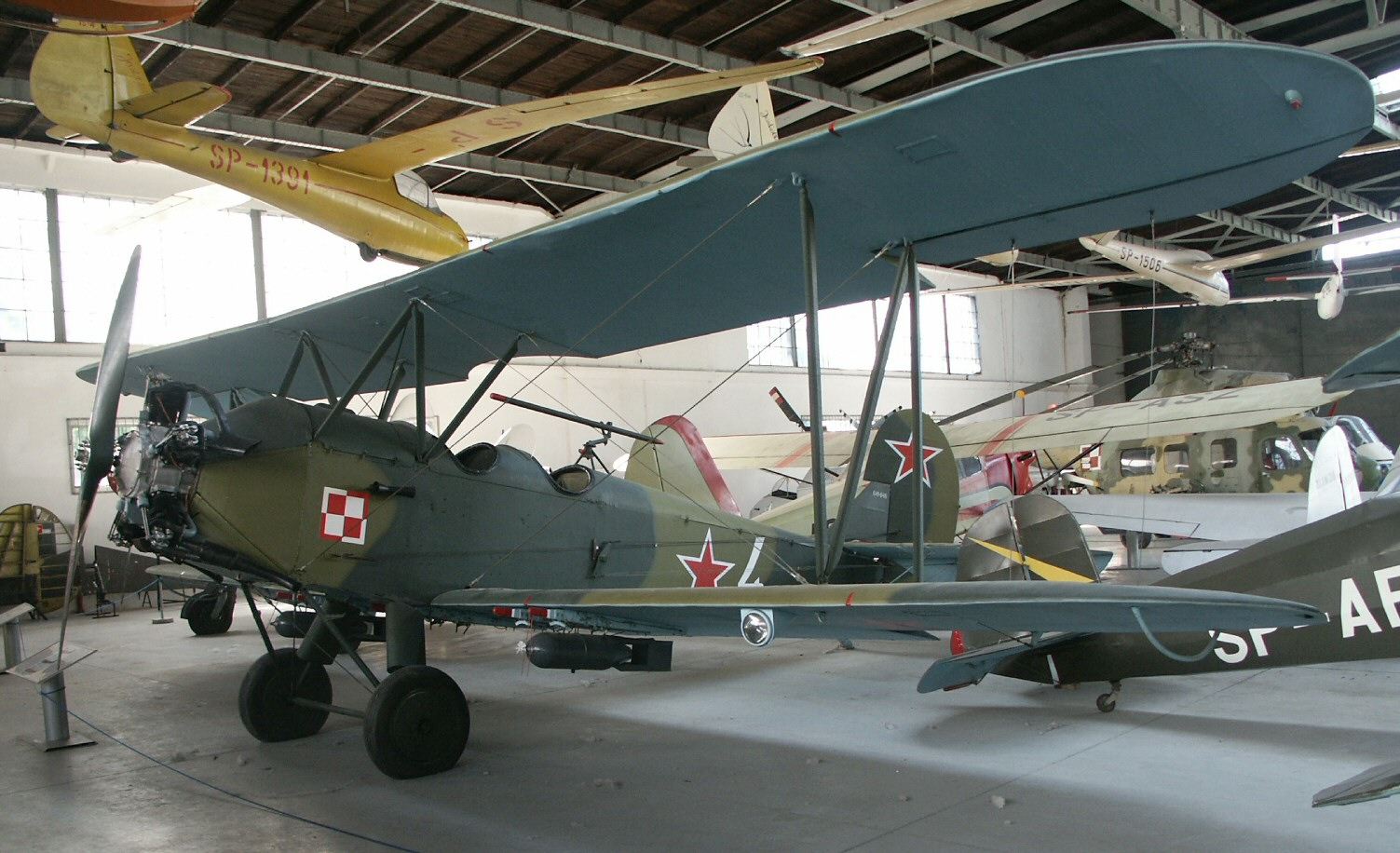
Po-2

13 Eskadra Lotnictwa Łącznikowego (13 elł) – pododdział lotnictwa łącznikowego ludowego Wojska Polskiego.

## Formowanie i zmiany organizacyjne
W 1953 roku, na bazie 44 pułku lotnictwa łącznikowego, sformowano 13 Eskadrę Lotnictwa Łącznikowego oraz Klucz Lotniczy Warszawskiego Okręgu Wojskowego.
Realizując postanowienia Uchwały Rady Ministrów nr 109/57 z 25 marca 1957 roku w sprawie zmniejszenia liczebności sił zbrojnych, dowódca Wojsk Lotniczych i Obrony Przeciwlotniczej Obszaru Kraju do 1 listopada 1957 roku rozformował 13 Eskadrę Lotnictwa Łącznikowego.
Eskadra stacjonowała na lotnisku w Modlinie i użytkowała samoloty Po-2.

## Dowódcy eskadry
Wykaz dowódców pułków podano za: Józef Zieliński [red.]: Polskie lotnictwo wojskowe 1945-2010. s. 179.
- mjr pil. Kazimierz Oleński (1953 - 1954)
- kpt. pil. Bolesław Sierociński (1954 - 1957)